# Lasiocercis paraperroti
Lasiocercis paraperroti là một loài bọ cánh cứng trong họ Cerambycidae.